# Krwawa pięść III: Zmuszony do walki
Krwawa pięść III: Zmuszony zabijać (tytuł oryg. Bloodfist III: Forced to Kill) – amerykański film akcji z roku 1992, drugi sequel kultowej Krwawej pięści (1989) Terence’a H. Winklessa.